# وسائل الإعلام
وسائل الإعلام الإخبارية أو صناعة الأخبار هي أشكال من وسائل الإعلام الجماهيرية التي تركز على توصيل الأخبار إلى عامة الناس. وتشمل هذه وكالات الأنباء والصحف والمجلات الإخبارية وقنوات الأخبار وما إلى ذلك.

## التاريخ
حدثت بعض أولى عمليات توزيع الأخبار في أوروبا في عصر النهضة. كانت هذه النشرات الإخبارية المكتوبة بخط اليد، والتي تم تداولها بين التجار، تحتوي على أخبار عن الحروب والظروف الاقتصادية والعادات الاجتماعية. كانت النشرات الإخبارية نادرة جدًا ولم يكن هناك اثنتان متماثلتان حيث كانت مكتوبة بخط اليد، حتى اختراع يوهانس جوتنبرج للمطبعة في عام 1440. وبفضل الطباعة المتحركة والحبر، أصبح من الممكن الآن إنتاج الصحف بكميات كبيرة مقابل أجر زهيد. ظهرت أول أخبار مطبوعة في أواخر القرن الخامس عشر في كتيبات ألمانية، والتي كانت تحتوي على محتوى كان غالبًا ما يتم تضخيمه بشكل كبير. كانت أول صحيفة مكتوبة باللغة الإنجليزية هي The Weekly News، التي نُشرت في لندن عام 1621. وتبع ذلك العديد من الصحف في أربعينيات وخمسينيات القرن السابع عشر. في عام 1690، قام ريتشارد بيرس وبنجامين هاريس بنشر أول صحيفة أمريكية في بوسطن. ومع ذلك، لم تحصل على إذن من الحكومة لنشرها وتم قمعها على الفور.